# System Shock
System Shock — відеогра у жанрі шутера від першої особи, розроблена Looking Glass Technologies і видана Origin Systems у 1994 році. Її режисером став Даг Черч, а продюсером — Воррен Спектор. Події гри відбуваються на борту космічної станції у кіберпанківському сетінгу 2072 року. Взявши на себе роль безіменного хакера, гравець намагається перешкодити ворожим планам штучного інтелекту під назвою SHODAN.
3D-рушій, симуляція фізики та комплексний ігровий процес System Shock були визнані інноваційними та вплинули на подальшу еволюцію жанру. Розробники прагнули побудувати геймплей та імерсивне оточення гри за рахунок оптимізації та осучаснення ігрових механік, ґрунтуючись на своїх попередніх іграх: Ultima Underworld: The Stygian Abyss та Ultima Underworld II: Labyrinth of Worlds.
Критики високо оцінили System Shock і назвали його великим проривом у жанрі. Пізніше він був поміщений в кілька списків Залу слави. Гра мала помірний комерційний успіх, продажі перевищили 170 000 копій, однак Looking Glass зрештою не окупила витрат на розробку.
Продовження, System Shock 2, було випущено Looking Glass Studios та Irrational Games у 1999 році. Третя гра у франшизі під назвою System Shock 3 була анонсована у 2015 році. У 2016 році Nightdive Studios зібрала понад мільйон доларів на Kickstarter для створення ремейку гри.
Гра 2000 року Deus Ex (продюсер і режисер Спектор) та гра BioShock 2007 року є духовними наступниками цієї серії ігор.

## Геймплей
Ігровий процес System Shock розгортається в тривимірному графічному просторі від першої особи. Події гри відбуваються всередині великої багаторівневої космічної станції, котру гравці досліджують, борються з ворогами і розгадують головоломки. Прогрес значною мірою нелінійний, гра розроблена таким чином, щоб отримувати кожного разу непередбачуваний ігровий процес. Як і в Ultima Underworld, щоб прицілюватися, взаємодіяти з об'єктами та маніпулювати елементами HUD-інтерфейсу. HUD дозволяє гравцеві нахилятися ліворуч або праворуч, подивитися вгору або вниз, присідати і повзати. HUD також має три «багатофункціональні дисплеї», які можна налаштувати для відображення інформації, як показ зброї, міні-карта та інвентар.
Сюжет гри розкривається в записах логів та повідомленнях електронної пошти, гра не містить неігрових персонажів, з якими можна розмовляти. Протягом усієї гри агресивний штучний інтелект SHODAN перешкоджає прогресу гравця пастками та заблокованими шляхами. Комп'ютерні термінали дозволяють гравцеві тимчасово увійти в кіберпростір; всередині гравець пересувається невагомо через каркас 3D-середовища, збираючи дані та вступаючи у боротьбу проти програм безпеки SHODAN. Дії в кіберпросторі іноді впливають на події у фізичному світі гри; наприклад, деякі замкнені двері можуть бути відчинені тільки в кіберпросторі. Поза кіберпростором гравець використовує шістнадцять видів зброї, з яких максимум сім можна нести одночасно для боротьби з роботами, кіборгами та мутантами, що контролюються SHODAN. Метальна зброя часто має типи боєприпасів з різними ефектами; наприклад, «дартс-пістолет» може стріляти вибуховими голками або транквілізаторами. Можна знайти енергетичну зброю та кілька видів вибухових боєприпасів, від розривних гранат до мін.
Разом із зброєю гравець збирає предмети, такі як пластирі та аптечки першої допомоги. Шкірні пластирі забезпечують персонажа корисними ефектами, такими як регенерація або збільшення атаки ближнього бою, але можуть викликати шкідливі побічні ефекти, такі як втома і спотворене сприйняття кольору. Також гравець може знайти різні корисні пристрої, у тому числі енергетичні щити та монтажні ліхтарі. У процесі проходження гри можуть бути отримані дедалі більш удосконалені версії цих пристроїв. При активації більшість обладнання живиться від головного джерела енергії гравця, що змушує не зловживати використанням приладів. Деякі апарати, коли активні, відображають ефективність атаки повідомленнями "Normal damage". Якщо ворог завдав гравцеві шкоди, пошкодження розраховуються шляхом поглинання бронею, вразливістю, критичними ударами та ступенем випадковості. Деякі вороги мають імунітет або більш уразливі до певних видів зброї. Наприклад, електромагнітна імпульсна зброя сильно шкодить роботам, але не впливає на мутантів. Газові гранати, навпаки, є ефективними проти мутантів, але не шкодять роботам.

## Сюжет
Події розгортаються у 2072 році, головного героя — безіменного хакера — ловлять під час спроби отримати доступ до файлів, що стосуються станції Цитадель, космічної станції, що належить корпорації TriOptimum. Хакера доставляють на станцію Цитадель і приводять до Едварда Дієго, керівника TriOptimum. Дієго пропонує зняття усі звинувачень проти хакера в обмін на конфіденційний злом SHODAN, штучного інтелекту, який керує станцією. Дієго таємно планує викрасти експериментальний мутагенний вірус, який тестують на станції, і продати його на чорному ринку як біологічну зброю. Щоб спонукати протагоніста до співпраці, Дієго обіцяє хакеру цінний нейронний імплантат військової розробки. Після злому SHODAN, усунення етичних обмежень штучного інтелекту та передачі управління Дієго, головний герой переносить операцію з імплантації обіцяного нейронного інтерфейсу. Після операції хакер впадає у шестимісячну кому. Гра починається, коли головний герой прокидається від коми та виявляє, що SHODAN захопила станцію. Усі роботи на борту були перепрограмовані на агресію, а екіпаж або мутований, або перетворений на кіборгів, або мертвий.
Ребекка Ленсінг, консультант TriOptimum по боротьбі з тероризмом, зв'язується з гравцем і стверджує, що шахтний лазер станції Цитадель ввімкнено для атаки на Землю. План SHODAN полягає в тому, щоб знищити усі великі міста планети, намагаючись утвердити себе як бога. Ребекка каже, що певний член екіпажу знає, як дезактивувати лазер, і обіцяє знищити записи злочинного договору хакера з Дієго, якщо удар буде припинено. За допомогою інформації, зібраної з журнальних дисків, хакер знищує лазер, вистрілюючи ним у власні щити станції Цитадель. Розгнівана роботою хакера, SHODAN готується засіяти Землю вірусом, який планував викрасти Дієго — тим самим, котрий перетворив екіпаж станції на мутантів. Хакер, намагаючись викинути камери, які використовувалися для культивування вірусу, протистоїть і перемагає Дієго, якого SHODAN перетворила на могутнього кіборга. Згодом SHODAN починає спробу завантажити себе в комп'ютерні мережі Землі. Слідуючи пораді Ребекки, хакер перешкоджає завершенню завантаження, знищуючи чотири антени, які SHODAN використовує для надсилання даних.
Незабаром після цього Ребекка зв'язується з хакером і каже, що вона переконала TriOptimum дозволити знищення станці та розповідає йому, як це зробити. Отримавши необхідні коди доступу, хакер запускає послідовність самознищення станції та тікає до відсіку евакуаційної капсули. Там хакер вдруге перемагає Дієго, а потім намагається покинути станцію. Однак SHODAN запобігає запуску контейнера; вона намагається утримати гравця на борту станції, тоді як командний місток, з SHODAN на борту, відкидається на безпечну відстань. Ребекка каже хакеру, що він все ще може втекти, якщо досягне містку. Тоді SHODAN перехоплює та блокує передачу. Перемігши Дієго втретє та вбивши його назавжди, хакер добирається до містку станції. Після з ним зв'язується технік, якому вдалося обійти сигнал перешкод SHODAN. Технік повідомляє йому, що SHODAN можна перемогти лише в кіберпросторі завдяки потужним щитам, які захищають його в віртуальності. Використовуючи термінал поблизу мейнфрейму, хакер проникає в кіберпростір і руйнує SHODAN. Після порятунку хакеру пропонують роботу в TriOptimum, але він відмовляється, бажаючи лишитися невідомим хакером.

## Розробка

### Початкова концепція
System Shock була задумана під час роботи над заключними етапами Ultima Underworld II: Labyrinth of Worlds у грудні 1992 або січні 1993 року. Дизайнер та програміст Даг Черч провів цей період у штаб-квартирі видавця Origin Systems у Техасі та обговорював наступний проект Looking Glass Studios з Уорреном Спектором за участю дизайнера Остіна Гроссмана та голови компанії Пола Нейрата в Массачусетсі. Згідно з Черчем, команда вважала, що вони зробили «занадто багато "підземних" ігор»; Нейрат пізніше пояснив, що вони почуваються емоційно вигорілими після розробки Ultima Underworld II. У результаті вони вирішили створити ще одну «гру, яка моделює занурення», але без фентезі. Вони хотіли, щоб події гри відбувалися в сучасному світі, але Черч сказав, що ідея була відкинута, тому що «це поставило б купу питань: чому я не можу підняти слухавку, чому я не можу потрапити на поїзд і так далі». Черч повернувся до Looking Glass у штаті Массачусетс, де він, Нейрат та Гроссман розмірковували над сеттингом для гри. Гра мала первісну назву Alien Commander і була спін-офом серії Wing Commander; проте ця ідея незабаром була повністю відкинута. Спектор сказав, що вони не хотіли бути залежними від існуючої франшизи, таким чином, у своєму власному проекті вони могли робити все, що їм подобалося.
—Doug Church
Чотири співробітники написали документацію щодо дій гравця та реакції середовища на них. Черч пізніше навів приклад: "Ви чуєте звук повороту камери безпеки, а потім сигнал від її націлювання на вас, так що ви ховаєтеся за ящик, а потім чуєте двері, тоді ви кидаєте гранату і йдете". Нейрат брав участь у цих початкових сесіях дизайну, він вважав, що проект «завжди був баченням Дага Черча». Черч та Гроссман визначили дизайн гри, Гроссман написав його початкову модель. Дизайн заснований на ідеях, які у нього вперше з'явилися під час написання та проектування склепу в Ultima Underworld II у вимірі, який пізніше назвав «міні-прототипом» для System Shock. Ці поняття включали мінімізацію діалогів та більший акцент на дослідження середовища. Команда вважала, що діалогова система «зламала фантастичні відчуття занурення» ігор.
Гравець не зустрічає жодного живого неігрового персонажа. Натомість сюжет передається в повідомленнях електронної пошти та дисках, багато з яких було записано мертвими неігровими персонажами. Тут Гроссман надихнувся "Spoon River Anthology" Едгара Лі Мастерса, збірки віршів, написаної як епітафії вигаданих осіб. Гроссман пізніше підсумовував ідею як "серію коротких записів від людей, які разом дали вам історію локації". Видалення діалогів було спробою команди зробити гру «інтегрованішою», ніж Ultima Underworld. Вони намагалися стерти різницю між сюжетом та дослідженням локацій. Черч вважав, що цей напрямок буде органічною прогресією від Ultima Underworld, у книзі "Game Design: Theory & Practice Second Edition" наведено його слова: "На якомусь рівні це ще тільки симулятор підземелля і ми, як і раніше, просто намагаємося розвивати цю ідею». Незадовго до початку виробництва з басистом групи Tribe Грегом Ла-Пікколой був укладений контракт про роботу над музикою гри. Він відвідав свого друга Рекса Бредфорда в компанії і спонтанно запитав програмістів, багато з яких були шанувальниками групи, чи не має у них ролі для нього. Процес виробництва розпочався лютому 1993 року. Незважаючи на те, що Гроссман брав активну участь на початку планування гри, він мав мало спільного з її виробництвом і не допомагав з написанням тексту та озвучування.

### Процес створення
Після початку виробництва першим завданням команди була розробка нового ігрового рушія, який зможе відображати локації у форматі 3D і дозволить створити прогресивний геймплей. Команда відмовилася використовувати рушій Ultima Underworld і написала новий 32-бітовий за допомогою Watcom C/C++. Новий рушій був здатний обробляти текстурні карти, похилу архітектуру та світловідбивні об'єкти; це дозволяло гравцеві дивитися в будь-якому напрямку, тоді як рушій Ultima Underworld був «дуже обмеженим» у цьому відношенні. Він також дозволяв гравцеві стрибати, повзати, дертися по стінах і спиратися на них. Дизайнери прибрали дірки у візуалізації рушія, щоб створити більш різноманітні та яскраві середовища. Черч казав, що "на перший погляд, навіть я не міг бачити, як вони зробили їх". Проте, це помітно знизило продуктивність і команда намагалася оптимізувати гру в процесі розробки. Були заплановані полігональні 3D-моделі, але розробники не встигли їх реалізувати. Черч говорив, що кінцевою метою команди було створити «багате, захоплююче, активне оточення», в яке гравець може поринути і що для цього потрібні «складний сюжет і світ».
Через події та об'єкти у навколишньому середовищі, такі як камери безпеки, які гравець має знищити, команда створила ефект присутності SHODAN у всесвіті. SHODAN взаємодіє з гравцем у «повторюваній, послідовній» манері. Черч вважає, що вона багатозначно поєднує гравця з сюжетом. Концепт-художник System Shock Роб Вотерс створив візуальний дизайн SHODAN, а Ла-Пікколо покликав свого партнера по групі Террі Бросіус, щоб озвучити персонажа. Бросіус сказала, що її метою під час запису було говорити "без емоцій, але з деякими інтонаціями вгору і вниз". Потім її голос був сильно відредагований під час постпродакшну, який створив ефект, натхненний голосом Макса Гедрума. Ла-Пікколо пізніше сказав, що велика кількість ефектів на голос Бросіус «дбайливо пройшли через руки» саунд-дизайнера, якому не вистачало функцій звукового редактора, які, як правило, використовуються для досягнення таких результатів. Ранні діалоги SHODAN у грі мали кілька спотворень, щоб натякнути на її агресивні наміри. Ла-Пікколо збільшив кількість цих ефектів протягом усієї гри. Персонаж хакера виник як реакція проти головного героя серії Ultima, Аватара. За словами Гроссмана, вони хотіли, щоб гравець грав кимось «морально скомпрометованим» і був зацікавлений у розв'язанні ситуації.
Сімус Блеклі розробив систему фізики гри, яка є модифікованою версією тієї, яку він написав для авіасимулятора Flight Unlimited компанії Looking Glass. Черч описав її як «набагато складнішу, ніж та, яку ви нормально використовували для гри в приміщенні». Система регулює, серед іншого, віддачу зброї та дуги покинутих об'єктів. Останні поводяться по-різному залежно від їхньої ваги та швидкості. Найбільш складною фізичною моделлю гри є персонаж. Черч пояснив, що голова персонажа «нахиляється вперед, коли ви починаєте бігти, і назад, якщо ви зупиняєтеся», а після удару об поверхню або об'єкт його «голова відхиляється в напрямку, протилежному удару, з силою, пропорційною масою та швидкістю задіяних об'єктів». Кодуючи фізику для ігор Looking Glass Technologies, Блеклі пізніше сказав: "Коли ігри не підкоряються законам фізики, ми відчуваємо, що щось не так", і що "найбільший комплімент для мене, коли гравець не помічає фізику, але тільки помічає, що все як треба».
Спектор пояснив, що "не завжди виходить те, що намагалася зробити команда", і сказав: "Ви не хочете дізнатися, скільки разів гра була близька до фінішу, але розробка була припинена?". Відповідно до Черча, менеджмент Looking Glass значною мірою ігнорував System Shock на користь одночасно розроблюваної Flight Unlimited, «яка мала стати хітом». Спектор організував ліцензійну угоду між Electronic Arts та Looking Glass, яка надала першим товарний знак гри, а другим авторські права. Його метою було переконатися, що жодна із сторін не може продовжити франшизу без участі іншої. Хоча кіберпростір був задуманий як реалістичне моделювання злому, який навіть може повторно використовувати етичні обмеження SHODAN, його спростили після того, як Origin Systems вважала його занадто складним. Система «Зоряне поле» у грі була написана програмістом Джеймсом Флемінгом. Марк Леблан був головним творцем HUD гри, який він пізніше вважав надто складним. Він сказав, що в тому, що не було «функцій, яких ви [не можете] бачити на екрані і з якими [не можете] пограти», була «школа інтерфейсу користувача від Microsoft Word».

### Саундтрек
Ла-Пікколо написав музику для гри, яку Boston Herald назвав «темною», «електронною» та «кіберпанковою», на комп'ютері Macintosh та недорогому синтезаторі, використовуючи Opcode Vision. Вона динамічно змінюється залежно від дій гравця та ухвалених рішень. Кожен трек був "написаний на трьох різних рівнях інтенсивності", які змінюються залежно від близькості гравця до ворогів. Деякі події, такі як перемога у бою, викликають спеціальну музику. Треки гри складаються із чотирьох сегментів шкали, які можуть змінюватися динамічно у відповідь на ігрові події. Ла-Пікколо зазначив, що при використанні цього методу необхідно написати музику, яка «тече із загальною темою і не скаче». Через те, що музика тісно пов'язана з геймплеєм, Ла-Пікколе довелося працювати в тісному контакті з Черчем і Робом Ферм'є, останній з яких написав «інтерактивний модуль скорингу», який зробив музику динамічною. Після запису музики Ла-Пікколо записав усі звукові ефекти гри. Пізніше він згадував відвідування автомобільного ремонтного цеху з «портативним магнітофоном та мікрофоном». Він розробляв музику гри протягом 16 місяців, працюючи на договірній основі до розформування групи Tribe у травні 1994 року; Нед Лернер дав йому повний робочий день на посаді аудіорежисера наступного дня.
Оригінальне видання на дискетах System Shock вересня 1994 року не мало підтримки розмовних діалогів. CD-ROM, випущений у грудні 1994 року, мав повну підтримку журналів та електронної пошти, можливість встановлення кількох дозволів екрану та вдосконалену графіку. Часто вважається, що версія на компакт-диску перевершує floppy-версію. Після завершення роботи над звуком і музикою для floppy-версії Ла-Пікколо записав діалоги на CD, використовуючи голоси співробітників компанії та своїх друзів, які він змішав з навколишніми звуками для створення «аудіовін'єтки». Даг Черч пізніше сказав: «Ми намагалися утримати їх від випуску floppy-версії і просто випустити CD-версію, але „Origin“ не матиме жодної з них». Автор System Shock Уоррен Спектор пізніше висловив жаль з приводу floppy-версії, заявивши, що «хотів повернутися і ухвалити рішення не створювати флоппі-версію за кілька місяців до повного озвучування CD-версії. Додаткове аудіо додало так багато, що це, можна сказати, інша гра. CD-версія здавалася набагато більшою, ну, сучаснішою. І сприйняття „Shock“ було закріплено в пресі та в умах людей за флоппі-версією (прямо німе кіно!). Я справді думаю, що це коштувало нам продажів…».

## Відгуки та критика
System Shock була продана в кількості понад 170 000 екземплярів. Maximum PC вважає, що гра не досягла статусу "блокбастера", але була досить успішною, щоб "тримати "Looking Glass" на плаву". Біл Гайлз з GameSpy зазначив, що незважаючи на те, що вона добре продавалася, вона ніколи не досягла шаленої популярності Doom". Пол Нейрат пізніше сказав, що гра «не провалилася», але зрештою компанія «втратила гроші». Computer Gaming World оцінив масштаб гри, фізику системи та досить правдоподібне 3D-середовище; журнал вихваляв реалізацію кіберпростору як «феноменальний». Тим не менш, рецензент вважає, що гра була "трохи недопрацьованою" і мала "заплутані рівні". Computer Shopper писав, що, в той час як керування у грі було важко освоюваним у порівнянні з «простим біжи-і-стріляй іграми, як у „Doom“», воно «варте часу та зусиль». Рецензент зазначив, що гра захоплює вас і триматиме заінтригованим протягом декількох тижнів.
Boston Herald відзначила схожість між System Shock і Doom, але вважала System Shock «складнішою». Рецензент відзначив високі системні вимоги та складні елементи управління; щодо останнього він писав: «Незрозуміло, як ви можете грати в „System Shock“, не прочитавши інструкцію принаймні 20 хвилин». Газета писала, що гра встановлюватиме новий стандарт для комп'ютерних ігор із поєднанням шутеру та вирішенням головоломок. «Atlanta Journal-Constitution» порівняв гру з добре приготованим гамбургером: «Знайомий матеріал, але захоплюючий до останнього байта». Рецензент зазначив, що гра має «дещо незграбне керування», але це все, що він зміг знайти, на що скаржитися. Графіка і звук відмінні, гра захоплююча та імерсивна.
PC Gamer US вважав System Shock грою, що передає найповніше занурення в ігровий світ, яке рецензент будь-коли відчував. Він похвалив сюжет та систему управління у грі, і вважає, що «незалежно від того, яку гру ви шукаєте, ви знайдете в „System Shock“ щось, що вас порадує». Він закінчив свій огляд, заявивши, що гра піднімає комп'ютерні ігри новий рівень. Next Generation Magazine узагальнив враження від гри, як велику суміш стратегії та екшну з усіма доповненнями. Різні джерела зарахували SHODAN до списків найефективніших антагоністів та жіночих персонажів в історії відеоігор У наступні після випуску роки System Shock була додана до багатьох списків кращих відеоігор усіх часів, у тому числі за версіями PC Gamer, GameSpy та Computer Gaming World.
Gamasutra і Патрік Редінг з Ubisoft підтвердили, що «той факт, що багато функцій System Shock стали тепер практично обов'язковою умовою в сучасних науково-фантастичних шутерах, є свідченням впливу, який справила ця гра».

## Вплив
GameSpy стверджував, що гра є прабатьком багатьох наступних екшн-ігор з акцентом на сюжетній складовій: Metal Gear Solid, Resident Evil і навіть Half-Life. Eurogamer назвав серію System Shock орієнтиром для інтелектуальних ігор від першої особи і зазначив, що «вона створила революційний поштовх, який… вплинув на дизайн незліченної множини ігор». Гра була названа як ключовий популяризатор такого ігрового процесу. Деякі розробники ігор визнали вплив System Shock на свою продукцію. Розробник Deus Ex Уоррен Спектор показав бажання «побудувати на фундаменті, закладеному хлопцями з Looking Glass у таких іграх як … System Shock». Розробник Кен Левін прокоментував, що "дух System Shock проявляється в наступному: гравець веде гру, а не дизайнер", і в Irrational Games це гра, яку він в ідеалі хотів зробити. Продовження System Shock під назвою System Shock 2 було випущено в 1999 році і отримало в подальшому визнання та нагороди. Ці дві гри стали натхненниками гри BioShock 2007.

## Enhanced Edition
Одним із перших проектів студії Night Dive Studios стало придбання прав та портування на сучасні платформи System Shock, яка вийшла з підзаголовком Enhanced Edition через систему дистрибуції GOG 22 вересня 2015 року. У цій версії було осучаснено управління, з'явилася підтримка великих та широкоформатних роздільних здатностей. Разом з покращеною версією випускалася і незмінена версія під назвою System Shock: Classic для платформ Linux, macOS і Windows (через емуляцію за допомогою DOSBox).
5 квітня 2018 року Night Dive Studios опублікувала вихідний код порту гри для Mac OS під ліцензією GPL3. Ліцензія стосується тільки вихідного коду, ресурси гри, необхідні для запуску, залишаються під EULA-ліцензією. Під час кампанії зі збору коштів на виробництво System Shock Remastered компанія Night Dive Studios озвучила плани щодо портування System Shock: Enhanced Edition на сучасні платформи з використанням цього вихідного коду та подальшою публікацією отриманих напрацювань під відкритою ліцензією.

## Ремейк
28 червня 2016 року було оголошено, що компанія Nightdive Studios працює над рімейком першої частини гри. Кошти для створення ремейку збиралися за допомогою Kickstarter — 30 липня 2016 року розробниками було зібрано суму понад 1 мільйон доларів США. Під час кампанії на Kickstarter розробниками було надано демоверсію гри, яка поширювалася через цифрову дистрибуцію. Проте 16 лютого 2018 року було оголошено про заморожування виробництва гри, оскільки «виробництво рімейку вийшло з-під контролю». Представник студії повідомив у квітневому оновленні, що розробка рімейку продовжена з запланованим закритим бета-тестуванням у вересні 2018 року. Вихід гри перенесений на 2019. Гра зрештою вийшла 3 березня 2023 року.